# Mira, détective royale
 (décembre 2021).
Si vous disposez d'ouvrages ou d'articles de référence ou si vous connaissez des sites web de qualité traitant du thème abordé ici, merci de compléter l'article en donnant les références utiles à sa vérifiabilité et en les liant à la section « Notes et références ».
Mira, détective royale (Mira, Royal Detective) est une série télévisée d'animation 3D américaine en 54 épisodes de 22 minutes créée par Becca Topol, et diffusée entre le 20 mars 2020 et le 20 juin 2022 sur Disney Junior.
En France, elle est diffusée à partir du 9 novembre 2020 sur Disney Junior France.

## Synopsis
Mira est la detective royale de la reine Shanti à Jaipur. Elle résout tous les mystères qui se passent au sein du royaume, de la disparition de l'épée de l'arrière grand père du prince jusqu'à la disparition du dessus de lu créer par sa meilleure amie Priya qui est couturière. 

## Distribution

### Voix originales
Sauf indication contraire, les informations mentionnées dans cette section peuvent être confirmées par la base de données cinématographiques IMDb,  présente dans la section « Liens externes ».
- Leela Ladnier : Mira
- Roshni Edwards : Priya
- Kamran Lucas : prince Neel
- Utkarsh Ambudkar : Chikku
- Kal Penn : Mikku
- Nardeep Khurmi : Oosha
- Avantika Vandanapu : Kamala
- Karen David : Ashima

### Voix françaises
- Aaricia Dubois : Mira
- Clarisse De Vinck : Priya
- Alexandre Van Roy : prince Neel
- Olivier Prémel : Chikku
- Sébastien Hébrant : Mikku
- Séverine Cayron : Meena

#### Doublage francophone
- Studio de doublage : Dubbing Brothers Belgique
- Direction artistique dialogues et chansons : Nathalie Stas
- Adaptation des dialogues : Myrialm Mounard
- Adaptation des chansons : Virginie Acariès

## Épisodes
| Saison | Saison | Épisodes | États-Unis   | États-Unis   |
| Saison | Saison | Épisodes | Début        | Fin          |
| ------ | ------ | -------- | ------------ | ------------ |
|        | 1      | 25       | 20 mars 2020 | 27 mars 2021 |
|        | 2      | 29       | 5 avril 2021 | 20 juin 2022 |

### Saison 1 (2020)
| No | #   | Titre français,                                     | Titre original                           | Diffusion originale | Code prod. |
| -- | --- | --------------------------------------------------- | ---------------------------------------- | ------------------- | ---------- |
| 1  | 1a  | Le Mystère de l'étole royale                        | The Case of the Royal Scarf              | 20 mars 2020        | 101        |
| 2  | 1b  | L'Affaire du vélo disparu                           | The Case of the Missing Bicycle          | 20 mars 2020        | 101        |
| 3  | 2a  | Le Mystère du spectacle de marionnettes             | Mystery at the Puppet Show               | 20 mars 2020        | 102        |
| 4  | 2b  | Le Mystère de la boucle d'oreille manquante         | The Mystery of the New Kid               | 20 mars 2020        | 102        |
| 5  | 3a  | L'Affaire du concours de dans désastreux            | The Case of the Dance Off Disaster       | 27 mars 2020        | 103        |
| 6  | 3b  | Mystère à la foire aux dromadaires                  | Mystery at the Camel Fair                | 27 mars 2020        | 103        |
| 7  | 4a  | L’affaire du joyau de Jalpur                        | The Undercover Princess Mystery          | 3 avril 2020        | 104        |
| 8  | 4b  | L'Affaire du défilé de mode                         | Mystery at the Fashion Show              | 3 avril 2020        | 104        |
| 9  | 5a  | L'Affaire du récital gâché                          | The Case of the Wrecked Recital          | 10 avril 2020       | 105        |
| 10 | 5b  | L'Affaire des bateaux disparus                      | The Case of the Vanishing Vessels        | 10 avril 2020       | 105        |
| 11 | 6a  | L'Affaire du cerf-volant volé                       | The Mongoose Cousin Mystery              | 17 avril 2020       | 106        |
| 12 | 6b  | L'Affaire de l’œuf en marbre                        | The Marble Egg Mystery                   | 17 avril 2020       | 106        |
| 13 | 7a  | L'Affaire du donateur anonyme                       | The Case of the Secret Gift-Giver        | 27 avril 2020       | 107        |
| 14 | 7b  | Mystère au concours de cuisine                      | Mystery at the Cooking Contest           | 27 avril 2020       | 107        |
| 15 | 8a  | Le Mystérieux joueur de polo                        | The Mysterious Polo Player               | 1er mai 2020        | 108        |
| 16 | 8b  | L'Affaire du trésor caché                           | The Case of the Secret Treasure          | 1er mai 2020        | 108        |
| 17 | 9a  | L'Affaire des sculpteurs chapardeurs                | The Case of the Chiseling Chiselers      | 8 mai 2020          | 109        |
| 18 | 9b  | Mystère et dessus-de-lit                            | A Patchwork Mystery                      | 8 mai 2020          | 109        |
| 19 | 10a | Mystère au marché                                   | Mystery at the Marketplace               | 15 mai 2020         | 110        |
| 20 | 10b | Le Mystère des dunes de sable                       | Mystery in the Sand Dunes                | 15 mai 2020         | 110        |
| 21 | 11a | Mikku et Chikku : détectives de poupées             | Mikku and Chikku: Doll Detectives        | 12 juin 2020        | 111        |
| 22 | 11b | Affaire de l'intrus du jour du déménagement         | The Case of the Moving Day Meddler       | 12 juin 2020        | 111        |
| 23 | 12a | Le Mystérieux méli-mélo des paniers repas           | The Topsy Turvy Tiffin Mystery           | 26 juin 2020        | 112        |
| 24 | 12b | Le Mystère de la Foire aux Inventions               | Mystery at the Invention Fair            | 26 juin 2020        | 112        |
| 25 | 13a | L'Affaire du coq furieux                            | The Case of One Angry Chicken            | 17 juillet 2020     | 113        |
| 26 | 13b | Le Mystère des tout petits instruments de musique   | A Tiny Tune Mystery                      | 17 juillet 2020     | 113        |
| 27 | 14a | Le Mystère du Rakhi                                 | The Rakhi Mystery                        | 30 juillet 2020     | 114        |
| 28 | 14b | Le Mystère sous le palais                           | Mystery Below the Palace                 | 30 juillet 2020     | 114        |
| 29 | 15a | Le Grand mystère du repaire secret                  | The Mystery of the Secret Room           | 28 août 2020        | 115        |
| 30 | 15b | Le Mystère insensé des disparitions d'instruments ! | The Mystery of the Magnificent Musicians | 28 août 2020        | 115        |
| 31 | 16a | Un Mystère pour la reine                            | A Mystery Fit for a Queen                | 25 septembre 2020   | 116        |
| 32 | 16b | L'Affaire de Pinky et du bouc                       | The Case of Pinky and the Goat           | 25 septembre 2020   | 116        |
| 33 | 17a | Un Mystère de graines                               | A Seedy Mystery                          | 9 octobre 2020      | 117        |
| 34 | 17b | Mystère aux Jeux de Jaipur                          | Mystery at the Jalpur Games              | 9 octobre 2020      | 117        |
| 35 | 18a | Le Mystère du spectacle de gymnastique              | Mystery at the Gymnastics Show           | 23 octobre 2020     | 118        |
| 36 | 18b | L'Affaire des curieux confettis                     | The Case of the Curious Confetti         | 23 octobre 2020     | 118        |
| 37 | 19a | Le Grand mystère de Diwali                          | The Great Diwali Mystery                 | 6 novembre 2020     | 119        |
| 38 | 19b | L'Affaire de l'étrange créature                     | The Case of the Curious Creature         | 6 novembre 2020     | 119        |
| 39 | 20a | Le Mystère Mikku                                    | The Mikku Mystery                        | 20 novembre 2020    | 120        |
| 40 | 20b | L'Affaire des chèvres en fuite                      | The Case of the Getaway Goats            | 20 novembre 2020    | 120        |
| 41 | 21a | L'étrange affaire de la fille mystère               | The Case of the Mysterious Girl          | 4 décembre 2020     | 121        |
| 42 | 21b | Mystère au bord de l'eau                            | Mystery on the Waterfront                | 4 décembre 2020     | 121        |
| 43 | 22a | L'Affaire du livre de bibliothèque perdu            | The Case of the Missing Library Book     | 8 janvier 2021      | 122        |
| 44 | 22b | Une double "dosa" de mystère                        | A Double Dosa Mystery                    | 8 janvier 2021      | 122        |
| 45 | 23a | Le Mystère de l'anniversaire de Mira !              | Mira's Birthday Mystery                  | 29 janvier 2021     | 123        |
| 46 | 23b | L'Affaire de l'artiste mystère !                    | The Great Art Mystery                    | 29 janvier 2021     | 123        |
| 47 | 24a | Un mystère pour un détective royal                  | A Royal Detective Mystery                | 19 février 2021     | 124        |
| 48 | 24b | Le Mystère de la couronne perdue                    | The Mystery of the Missing Crown         | 19 février 2021     | 124        |
| 49 | 25a | Mystère de la fête de Holi                          | The Holi Festival Mystery                | 27 mars 2021        | 125        |
| 50 | 25b | Mystère sur le Jalpur express                       | Mystery on the Jalpur Express            | 27 mars 2021        | 125        |

### Saison 2 (2021)
| No | #   | Titre français[source insuffisante]       | Titre original                        | Diffusion originale | Code prod. |
| -- | --- | ----------------------------------------- | ------------------------------------- | ------------------- | ---------- |
| 1  | 1a  | L'Affaire du caméléon                     | The Case of the Cunning Chameleon     | 5 avril 2021        | N/A        |
| 2  | 1b  | Le Grand Mystère du polo                  | The Great Polo Mystery                | 5 avril 2021        | N/A        |
| 3  | 2a  | Le Jeu mystère de Mira                    | Mira’s Milestone Mystery              | 12 avril 2021       | N/A        |
| 4  | 2b  | L'Affaire du paon du palais               | The Case of the Palace Peacock        | 12 avril 2021       | N/A        |
| 5  | 3a  | L'Affaire de la dent perdue de Dimple     | The Case of Dimple’s Lost Tooth       | 19 avril 2021       | N/A        |
| 6  | 3b  | L'affaire du fantôme de la soirée pyjama  | The Case of the Slumber Party Ghost   | 19 avril 2021       | N/A        |
| 7  | 4a  | Mystère à travers la fenêtre              | Mystery Through the Front Window      | 26 avril 2021       | N/A        |
| 8  | 4b  | L'Affaire du faux tableau                 | The Case of the Fake Painting         | 26 avril 2021       | N/A        |
| 9  | 5a  | Le Mystère de la fête de l'Aïd            | The Eid Mystery                       | 3 mai 2021          | N/A        |
| 10 | 5b  | L'Affaire du pinceau pailleté             | The Case of the Pinched Paintbrush    | 3 mai 2021          | N/A        |
| 11 | 6a  | Mystère dans le ciel                      | Mystery in the Sky                    | 10 mai 2021         | N/A        |
| 12 | 6b  | L'Étrange affaire de l'Île Mystérieuse    | The Case of the Message in a Bottle   | 10 mai 2021         | N/A        |
| 13 | 7a  | L'Affaire du petit chien perdu            | The Case of the Lost Puppy            | 17 mai 2021         | N/A        |
| 14 | 7b  | Le Mystère du sous-marin                  | The Submarine Mystery                 | 17 mai 2021         | N/A        |
| 15 | 8a  | L'Affaire de la cabane perdue             | The Case of the Lost Treehouse        | 24 mai 2021         | N/A        |
| 16 | 8b  | L'Affaire du panier qui a disparu !       | The Case of the Vanishing Picnic      | 24 mai 2021         | N/A        |
| 17 | 9a  | Mystère à bord du train de nuit           | Mystery on the Overnight Train        | 14 juin 2021        | N/A        |
| 18 | 9b  | L'Affaire de la pompe cassée              | The Case of the Broken Hand Pump      | 14 juin 2021        | N/A        |
| 19 | 10a | L'Enquête du tabla en fuite               | The Case of the Runaway Tabla         | 28 juin 2021        | N/A        |
| 20 | 10b | Le Mystère de la fête du vélo             | The Bike Day Mystery                  | 28 juin 2021        | N/A        |
| 21 | 11a | Le Mystère du palais de Naiyapuram        | Mystery at the Naiyapuram Palace      | 12 juillet 2021     | N/A        |
| 22 | 11b | Le Mystère de la vente de friandises      | Mystery at the Sweet Sale             | 12 juillet 2021     | N/A        |
| 23 | 12a | Le Mystère du festival de Teej            | The Teej Festival Mystery             | 26 juillet 2021     | N/A        |
| 24 | 12b | L'Affaire de la compétition de rangolis   | Mystery at the Rangoli Competition    | 26 juillet 2021     | N/A        |
| 25 | 13a | Le Grand Mystère des ghunghurus           | The Great Kathak Mystery              | 9 août 2021         | N/A        |
| 26 | 13b | Un mystère à trois facettes               | The Mystery of the Missing Parts      | 9 août 2021         | N/A        |
| 27 | 14a | L'Enquête sur les coussins moelleux       | The Mystery of the Fluffy Pillows     | 16 août 2021        | N/A        |
| 28 | 14b | L'Enquête sur les jhumkas perdus          | The Mystery of the Missing Jhumkas    | 16 août 2021        | N/A        |
| 29 | 15a | Le Mystère la voix enchanteresse          | The Case of the Secret Singing Star   | 23 août 2021        | N/A        |
| 30 | 15b | L'Affaire du train disparu                | The Mystery of the Missing Train      | 23 août 2021        | N/A        |
| 31 | 16a | L'Enquête sur les adorables bébés canards | The Case of the Disoriented Ducklings | 13 septembre 2021   | N/A        |
| 32 | 16b | Le Mystère de la grotte légendaire        | The Mystery of the Legendary Cave     | 13 septembre 2021   | N/A        |
| 33 | 17a | Le Mystère des Dandiyas                   | The Dandiya Dance Mystery             | 27 septembre 2021   | N/A        |
| 34 | 17b | L'Affaire de l'étrange fontaine           | The Case of the Funky Fountain        | 27 septembre 2021   | N/A        |
| 35 | 18a | L'Enquête sur le Festival de Dasara       | The Dasara Festival Mystery           | 18 octobre 2021     | N/A        |
| 36 | 18b | Bala détective                            | The Puppy Dog Detective               | 18 octobre 2021     | N/A        |
| 37 | 19a | L'Affaire du mystérieux collier           | The Case of the Mysterious Necklace   | 25 octobre 2021     | N/A        |
| 38 | 19b | L'Enquête sur le grand âne                | The Great Donkey Mystery              | 25 octobre 2021     | N/A        |
| 39 | 20a | L'Affaire de la disparition du lehenga    | The Case of the Missing Lehenga Choli | 1er novembre 2021   | N/A        |
| 40 | 20b | L'Affaire de la maison mystérieuse        | The Case of the Mysterious House      | 1er novembre 2021   | N/A        |
| 41 | 21a | N/A                                       | The Case of the Secret Code           | 29 novembre 2021    | N/A        |
| 42 | 21b | N/A                                       | Mystery at the Snake Boat Race        | 29 novembre 2021    | N/A        |
| 43 | 22a | N/A                                       | Mystery at the Food Festival          | 6 décembre 2021     | N/A        |
| 44 | 22b | N/A                                       | The Mystery of the Missing Bangles    | 6 décembre 2021     | N/A        |
| 45 | 23a | N/A                                       | The Case of the Missing Mystery       | 3 janvier 2022      | N/A        |
| 46 | 23b | N/A                                       | Mystery at the Gili Danda Game        | 3 janvier 2022      | N/A        |
| 47 | 24a | N/A                                       | The Mystery of the Jalpur Jammers     | 10 janvier 2022     | N/A        |
| 48 | 24b | N/A                                       | Mystery of the Blue Jewel             | 10 janvier 2022     | N/A        |
| 49 | 25a | N/A                                       | Mira's Musicial Mystery Tour          | 28 février 2022     | N/A        |
| 50 | 25b | N/A                                       | The Case of the Mystery Mehfil        | 28 février 2022     | N/A        |
| 51 | 26  | N/A                                       | The Mystery of the Legendary Sword    | 2 mai 2022          | N/A        |
| 52 | 27  | N/A                                       | Mikku and Chikku's Hometown Mystery   | 16 mai 2022         | N/A        |
| 53 | 28  | N/A                                       | The Mystery of the Royal Flight       | 30 mai 2022         | N/A        |
| 54 | 29  | N/A                                       | The Big Jalpur Wedding Mystery        | 20 juin 2022        | N/A        |